# ادوار مارسل
ادوار مارسل (فرانسوی: Édouard Marcelle‎؛ ۱ اکتبر ۱۹۰۹ – ۹ نوامبر ۲۰۰۱) قایقران روئینگ اهل فرانسه بود.
وی در مسابقات کشوری و بین‌المللی در مجموع برندهٔ ۱ مدال نقره شده‌است.